# カーンズ郡 (テキサス州)
カーンズ郡（カーンズぐん、英: Karnes County）は、アメリカ合衆国テキサス州の中央部南に位置する郡である。2010年国勢調査での人口は14,824人であり、2000年の15,446人から4.0％減少した。郡庁所在地はカーンズシティ市（人口3,042人）であり、同郡で人口最大の都市はケネディ市（人口3,296人である。郡名はテキサス革命の軍人だったヘンリー・カーンズに因んで名付けられた。

## 地理
アメリカ合衆国国勢調査局に拠れば、郡域全面積は754平方マイル (1,952.9 km2)であり、このうち陸地750平方マイル (1,942.5 km2)、水域は3平方マイル (7.8 km2)で水域率は0.43％である。

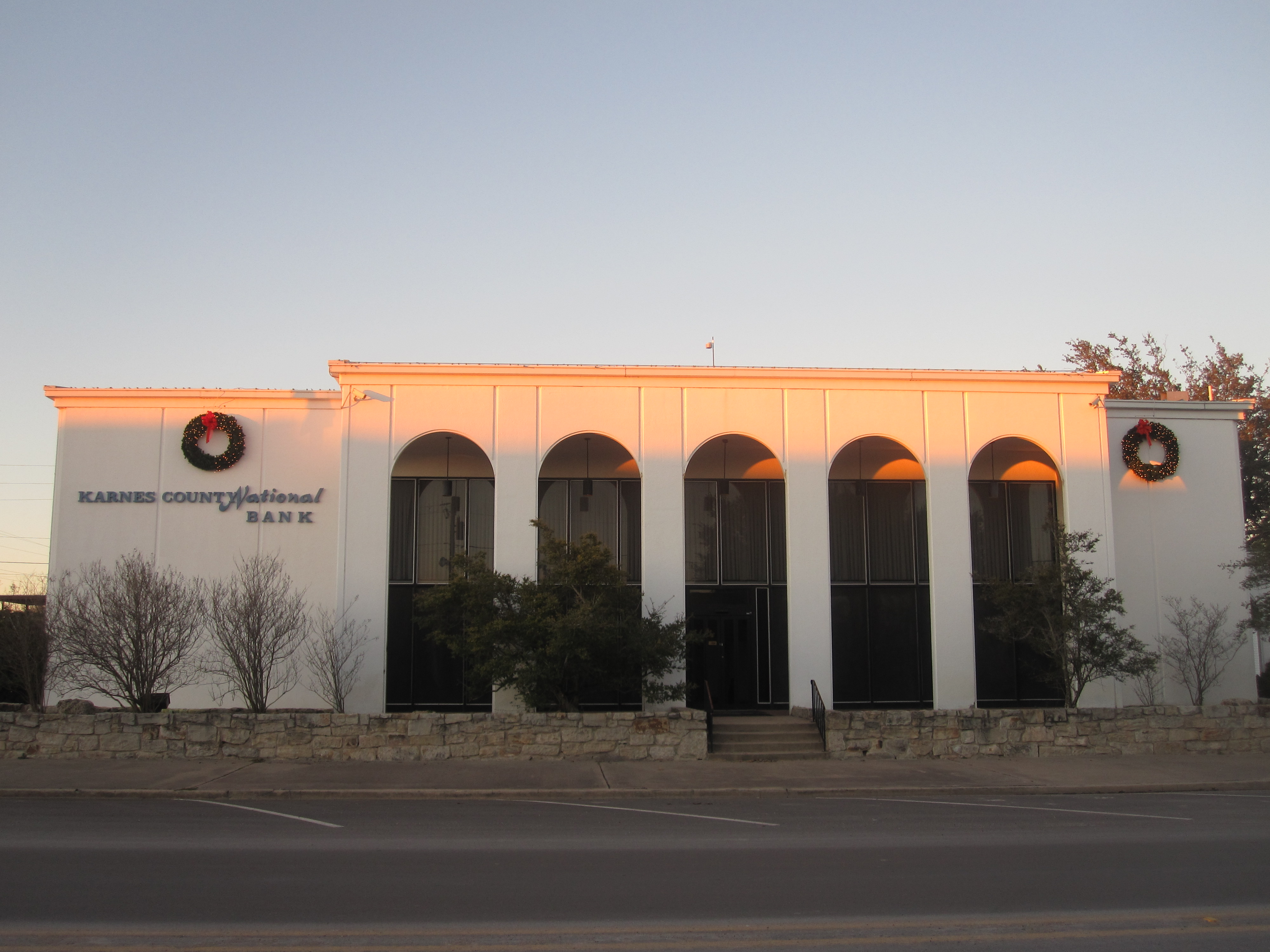
カーンズシティ市の国定銀行

### 主要高規格道路
- アメリカ国道183号線
- テキサス州道72号線
- テキサス州道80号線
- テキサス州道123号線
- テキサス州道239号線

### 隣接する郡
- ゴンザレス郡 - 北東
- デウィット - 東
- ゴリアド郡 - 南東
- ビー郡 - 南
- ライブオーク郡 - 南西
- アタスコサ郡 - 西
- ウィルソン郡 - 北西

## 人口動態
以下は2000年の国勢調査による人口統計データである。
| 基礎データ - 人口: 15,446人 - 世帯数: 4,454 世帯 - 家族数: 3,246 家族 - 人口密度: 8人/km2（21人/mi2） - 住居数: 5,479軒 - 住居密度: 3軒/km2（7軒/mi2） 人種別人口構成 - 白人: 68.55% - アフリカン・アメリカン: 10.79% - ネイティブ・アメリカン: 0.68% - アジア人: 0.43% - 太平洋諸島系: 0.06% - その他の人種: 17.23% - 混血: 2.26% - ヒスパニック・ラテン系: 47.42% 年齢別人口構成 - 18歳未満: 21.8% - 18-24歳: 11.5% - 25-44歳: 34.2% - 45-64歳: 18.2% - 65歳以上: 14.4% - 年齢の中央値: 34歳 - 性比（女性100人あたり男性の人口） - 総人口: 146.2 - 18歳以上: 162.5 | 世帯と家族（対世帯数） - 18歳未満の子供がいる: 34.0% - 結婚・同居している夫婦: 53.6% - 未婚・離婚・死別女性が世帯主: 13.7% - 非家族世帯: 27.1% - 単身世帯: 24.4% - 65歳以上の老人1人暮らし: 13.6% - 平均構成人数 - 世帯: 2.66人 - 家族: 3.15人 収入と家計 - 収入の中央値 - 世帯: 26,526米ドル - 家族: 30,565米ドル - 性別 - 男性: 27,160米ドル - 女性: 19,367米ドル - 人口1人あたり収入: 13,603米ドル - 貧困線以下 - 対人口: 21.9% - 対家族数: 18.5% - 18歳未満: 29.1% - 65歳以上: 20.5% |

## 都市と町
- フォールズシティ
- カーンズシティ - 郡庁所在地
- ケネディ
- ランゲ

### 未編入の町
- セストホワ
- エクレト
- ジレット
- ホブソン
- パナマリア
- ヘレナ、ゴーストタウン
- ウィンターグリーン